# Gare de Higashi-Hannō
La gare de Higashi-Hannō (東飯能駅, Higashi-Hannō-eki) est une gare ferroviaire située à Hannō, dans la préfecture de Saitama au Japon. La gare est exploitée par les compagnies JR East et Seibu.

## Situation ferroviaire
La gare est située au point kilométrique (PK) 25,6 de la ligne Hachikō et au PK 44,5 de la ligne Seibu Ikebukuro.

## Historique
La gare est inaugurée le 10 décembre 1931.

## Service des voyageurs

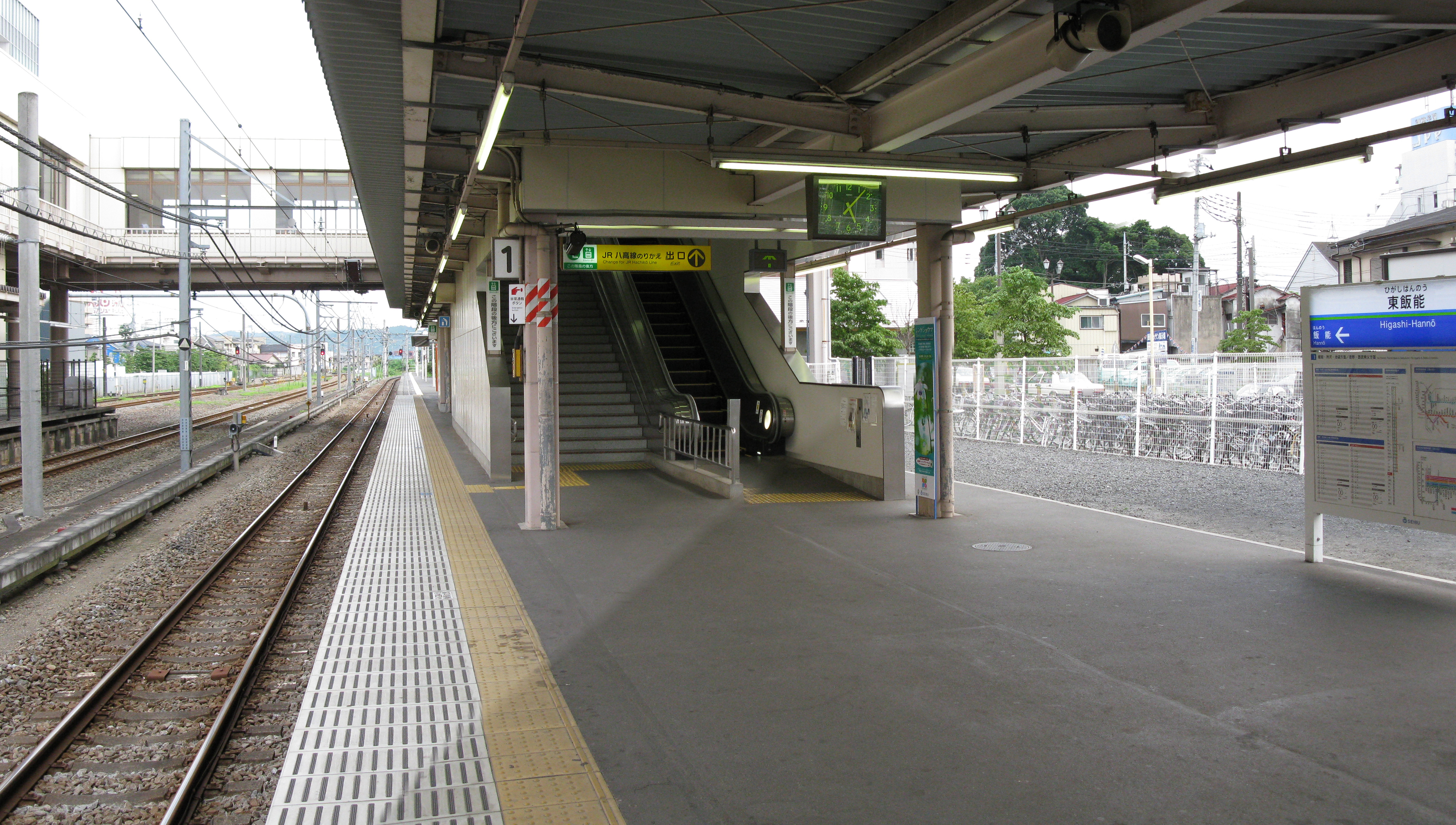
Vue des quais.

### Accueil
La gare dispose d'un bâtiment voyageurs, avec guichets, ouvert tous les jours.

### Desserte
- Ligne Seibu Ikebukuro :
  - voie 1 : direction Hannō, Tokorozawa et Ikebukuro ou Agano et Seibu Chichibu
- Ligne Hachikō :
  - voie 2 : direction Komagawa (interconnexion avec la ligne Kawagoe pour Kawagoe)
  - voie 3 : direction Haijima et Hachiōji